# Яців Іван
Я́ців Іва́н (*1895 — †1958) — адвокат, громадський діяч Канади українського походження. Народився у Вінніпезі. Вчився у Саскачеванському та Альбертському університетах, з 1948 р. працював адвокатом у Віндзорі. І.Яців став засновником і головою громадського клубу та президентом відділу Конґресу Українців Канади (КУК) у Віндзорі.